# Mercado flotante

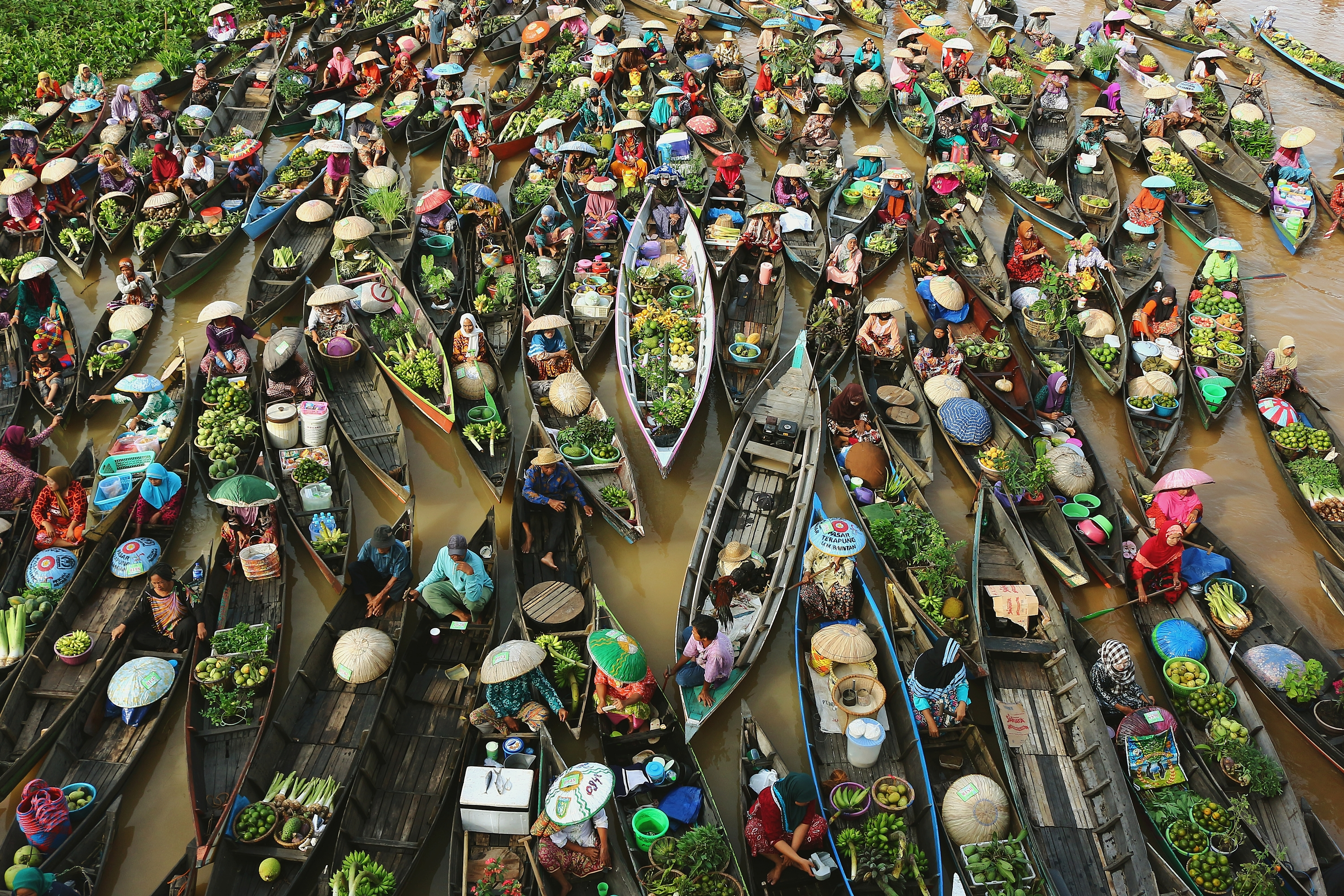
Mercado flotante en Banjarmasin, Indonesia

Un mercado flotante es un mercado donde se venden productos desde embarcaciones. Siendo tradicionalmente eran el lugar en el que se vendían productos frescos a los residentes de las vías fluviales,  la mayoría de los mercados flotantes que funcionan en la actualidad sirven principalmente como atracciones turísticas.
Este tipo de mercados se encuentra principalmente en naciones del sur y sureste de Asia como Birmania, Tailandia, Indonesia, Vietnam, Sri Lanka, Bangladés e India. 
En los mercados flotantes se consiguen productos locales como frutas y verduras (por lo general, cultivados en huertos cercanos), ropa y artesanías. Así mismo, algunos vendedores ofrecen platos locales preparados a bordo de las embarcaciones.